# Попівці (Чортківський район)

Попі́вці — село в Україні, у Товстенській селищній громаді Чортківського району Тернопільської області. До 2020 підпорядковане Кошилівській сільраді. 1920–1940 біля Попівців був хутір Біла.

## Географія
Розташоване на річці Джурин, на півдні району.

## Історія

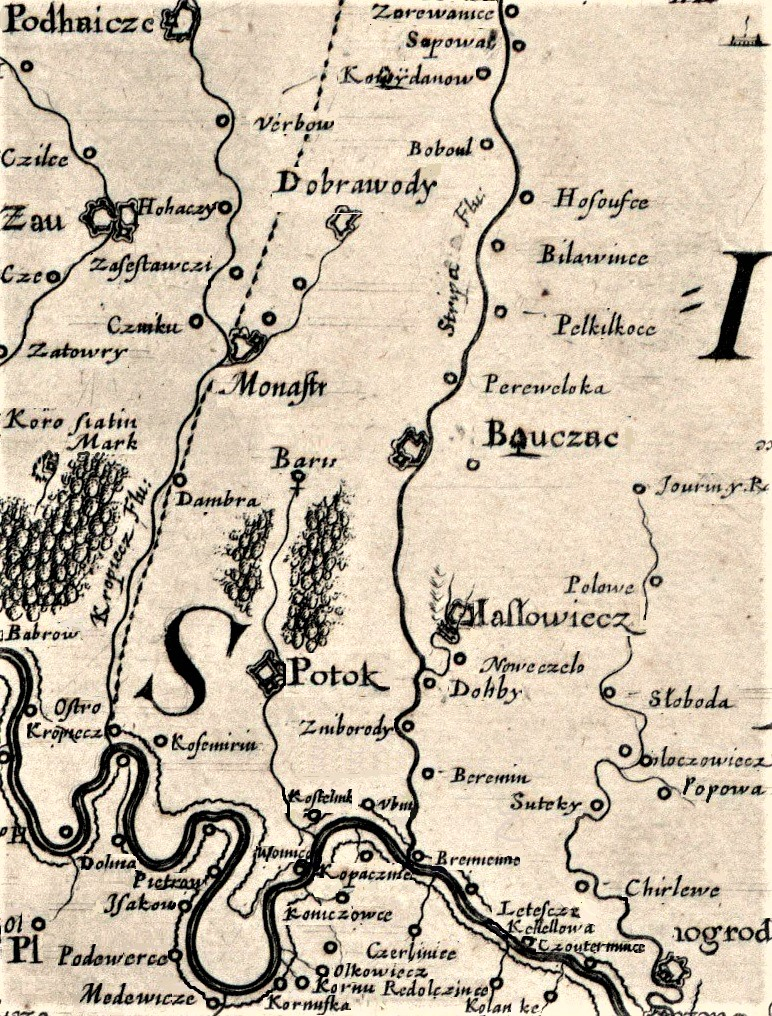
Фрагмент Спеціальної мапи України

Поблизу села виявлено археологічні пам'ятки підкарпатської культури шнурової кераміки і комарівсько-тшинецької культури.
Перша писемна згадка — 1428 року.
Згідно поборових реєстрів Подільського воєводства: 1563-64 років власником села був шляхтич Мацей Влодек, у селі була православна церква; у 1565-66 року власником був Язловецький, в селі була православна церква.
Діяли «Просвіта» та інші товариства, кооператива.
12 червня 2020 року, відповідно до розпорядження Кабінету Міністрів України № 724-р «Про визначення адміністративних центрів та затвердження територій територіальних громад Тернопільської області» увійшло до складу Товстенської селищної громади.
19 липня 2020 року, в результаті адміністративно-територіальної реформи та ліквідації Заліщицького району, увійшло до складу новоутвореного Чортківського району.

## Населення
Населення — 430 осіб 2007 рік.

### Мова
Розподіл населення за рідною мовою за даними перепису 2001 року:
| Мова       | Кількість | Відсоток |
| ---------- | --------- | -------- |
| українська | 512       | 99.81%   |
| російська  | 1         | 0.19%    |
| Усього     | 513       | 100%     |

## Пам'ятки

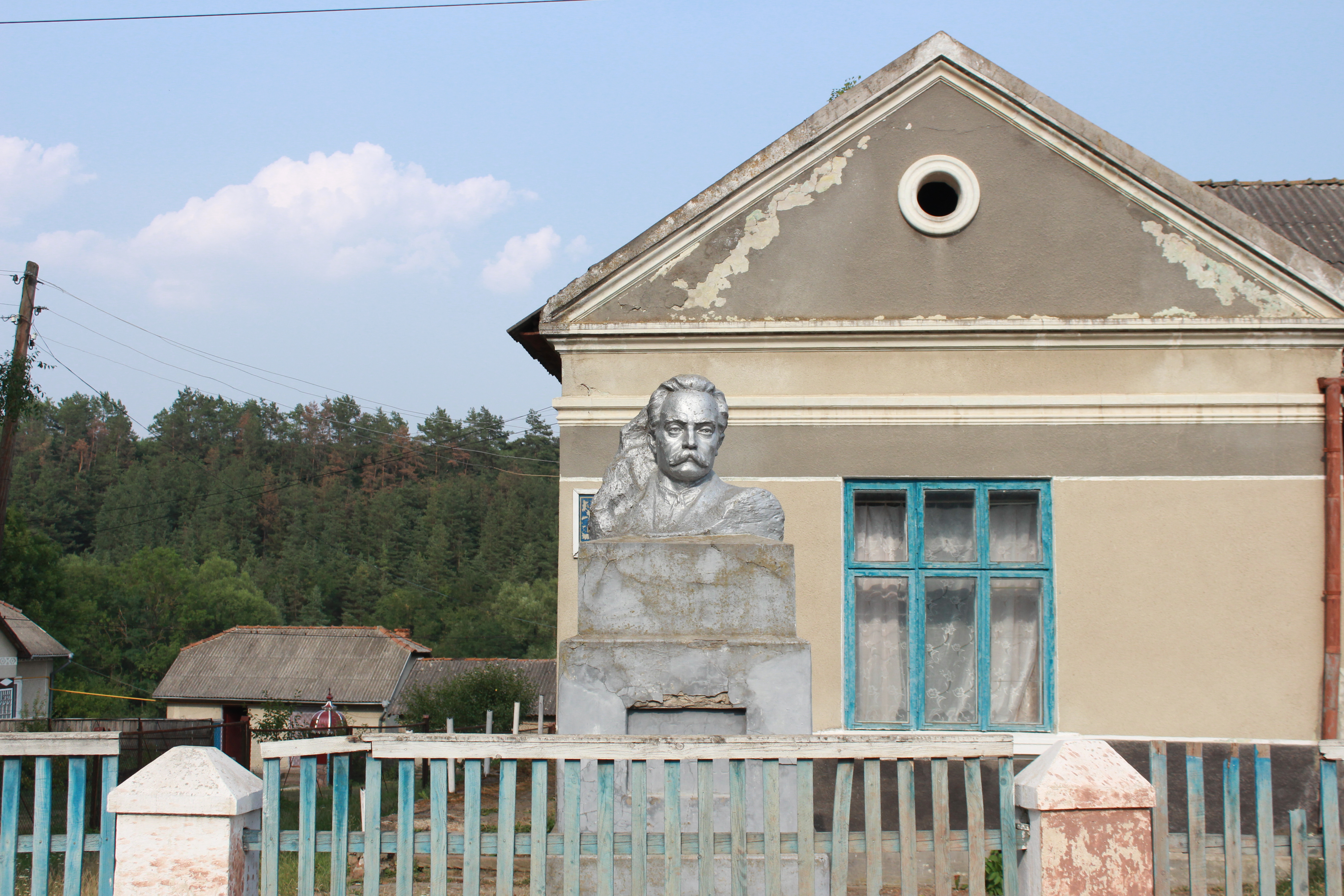
Пам'ятник Франку

- церква Різдва Пресвятої Богородиці (1884, кам'яна, ПЦУ),
- церква Різдва Пресвятої Богородиці (1997, УГКЦ)
- 2 каплички (18 і 19 ст.)
- 7 пам'ятних хрестів
- Пам'ятник Івану Франку
- полеглим у німецько-радянській війні воїнам-односельцям

## Соціальна сфера
Працюють клуб, бібліотека, лікарська амбулаторія, ПП «Колос», торговельний заклад.

## Галерея

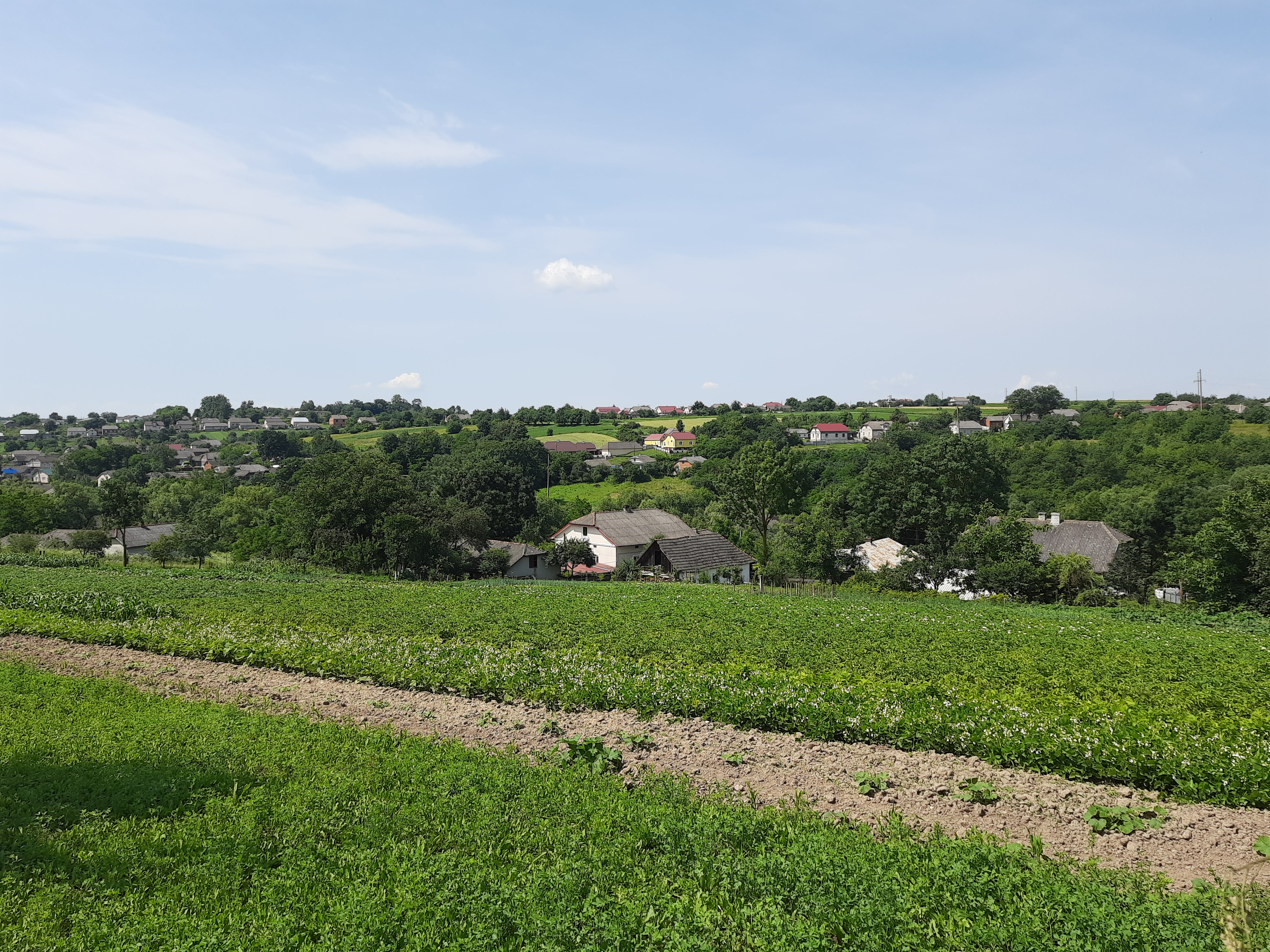
Вигляд на село з пагорба.
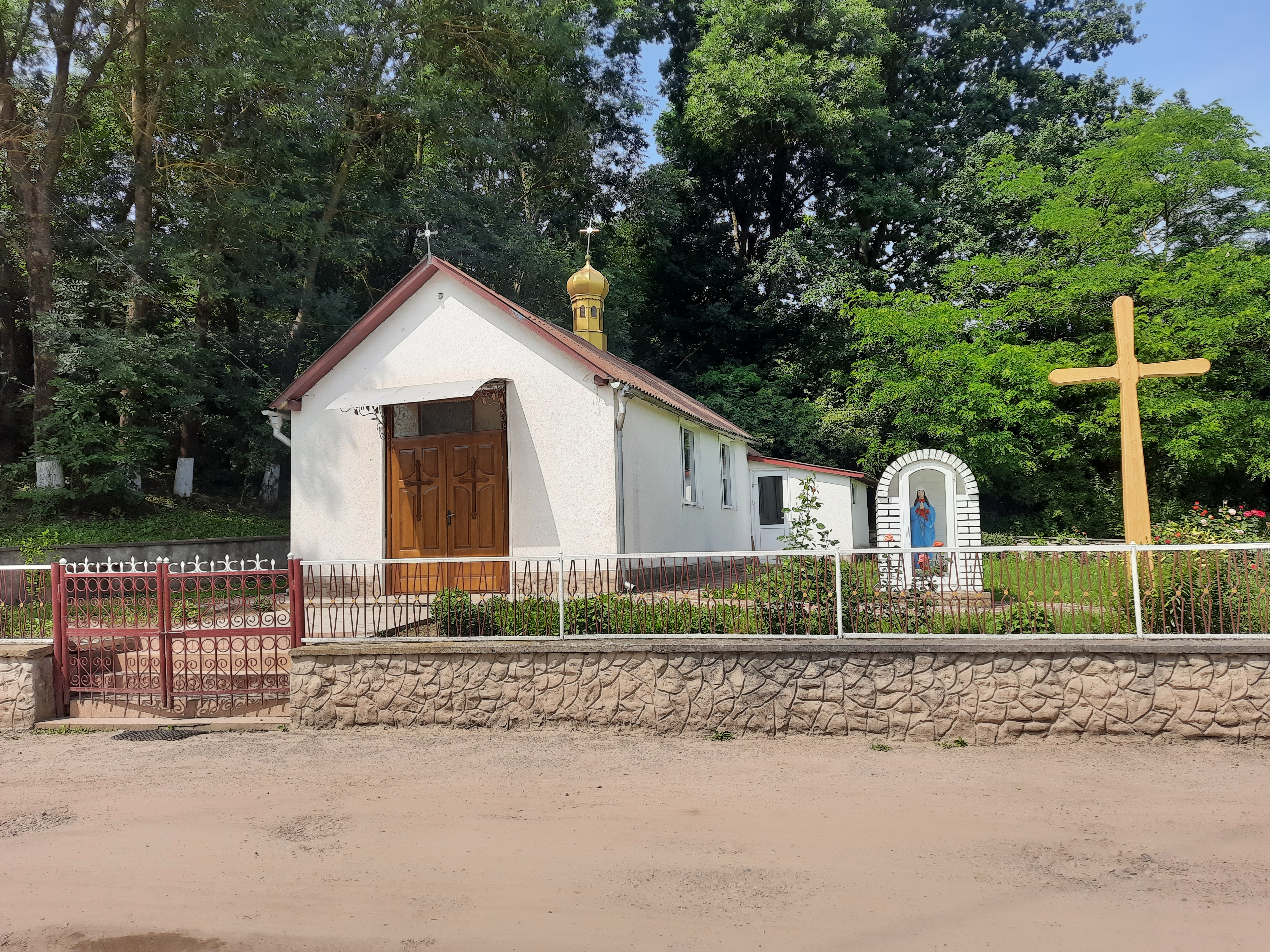
Церква Різдва Пресвятої Богородиці УГКЦ
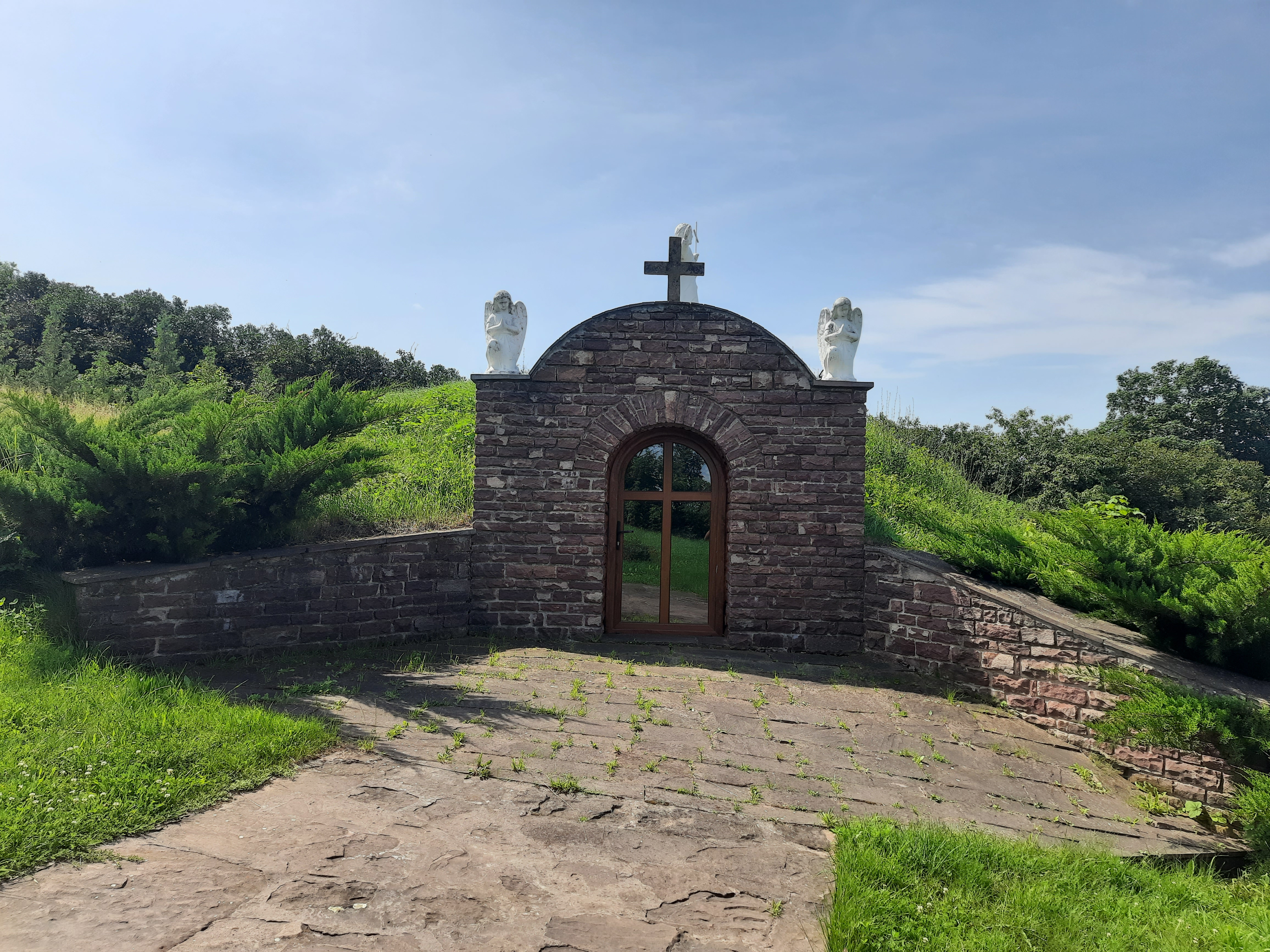
Капличка
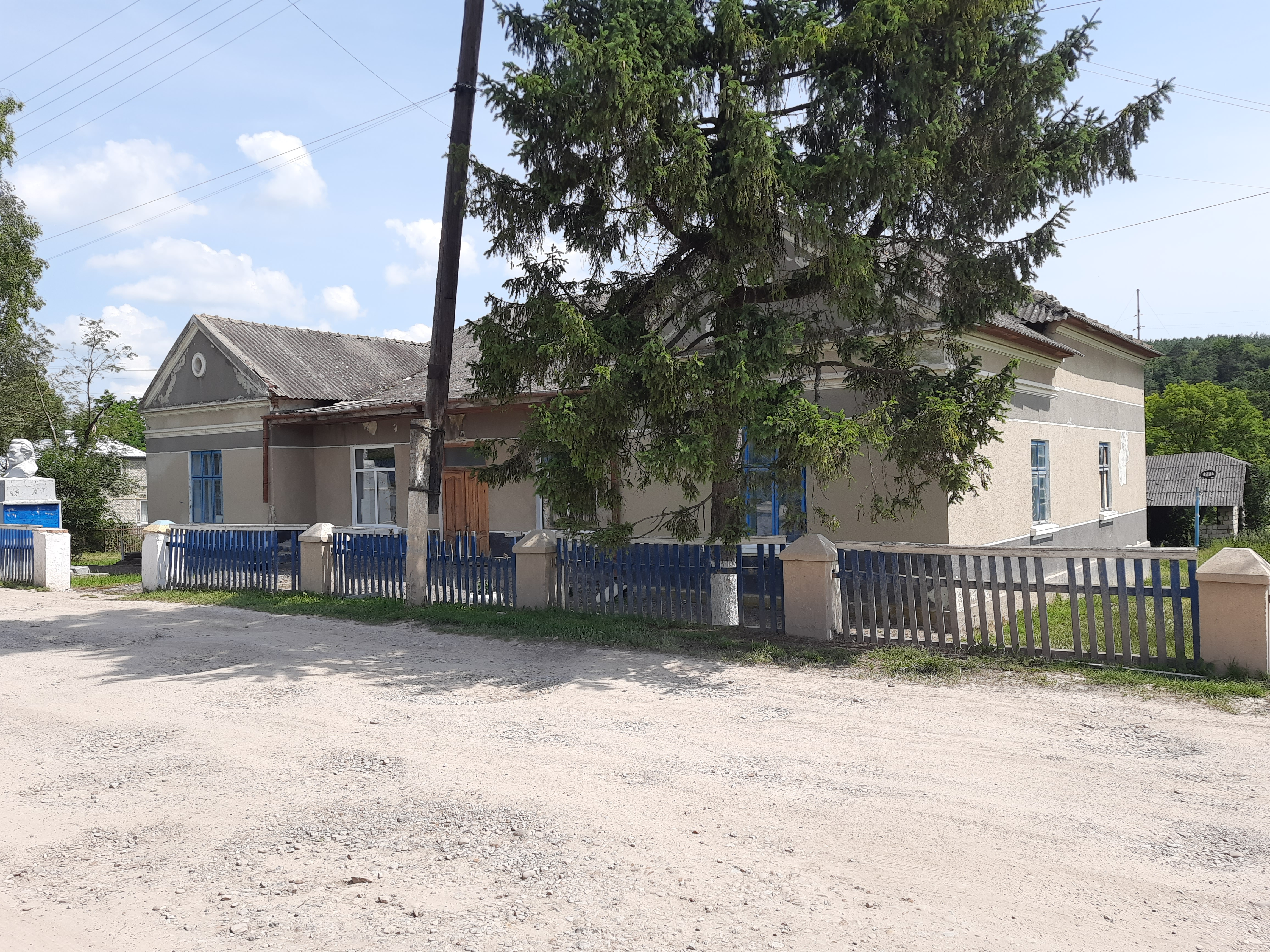
Клуб
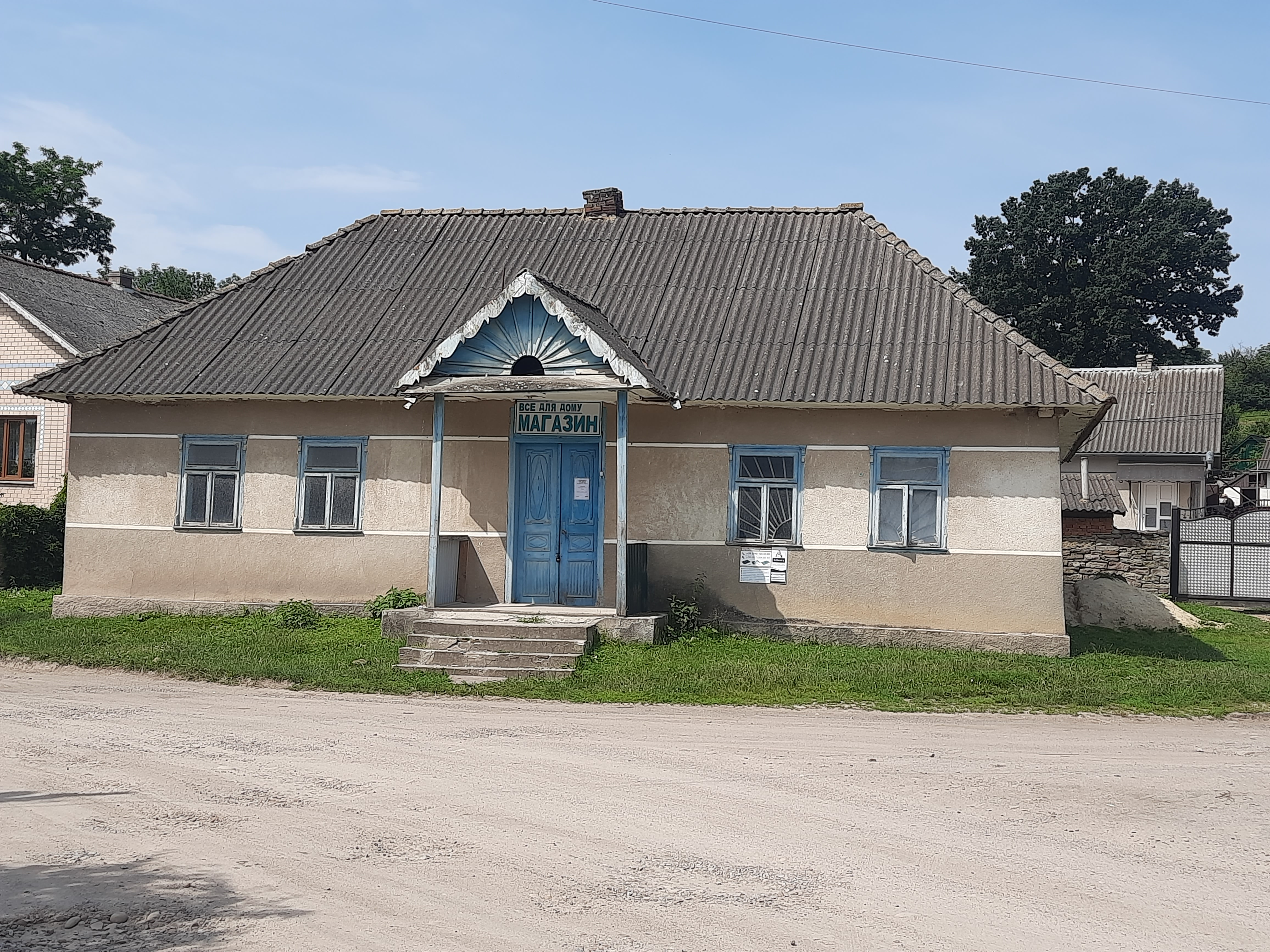
Будівля колишньої школи початкових класів
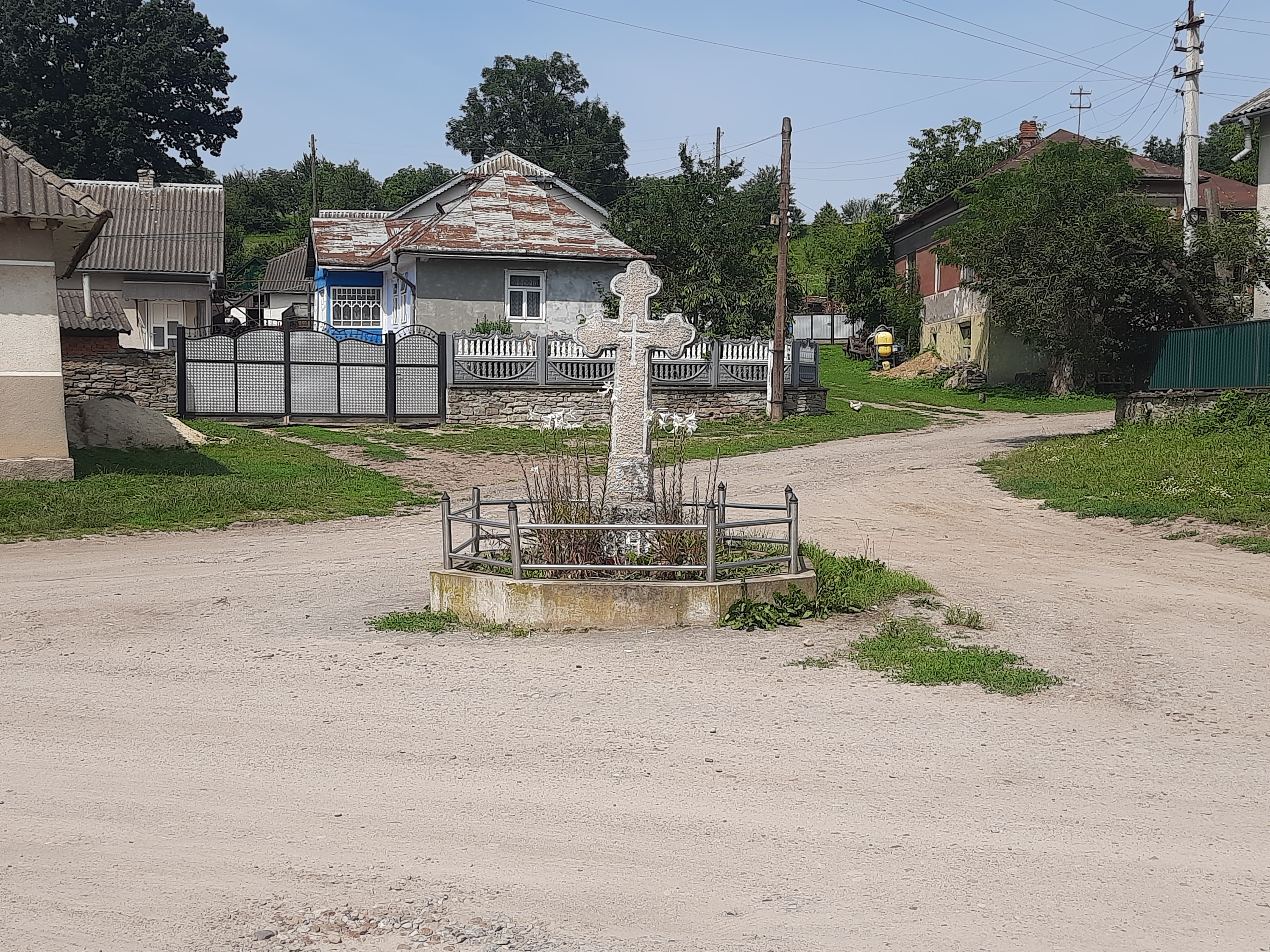
Пам'ятний хрест з нагоди скасування панщини.
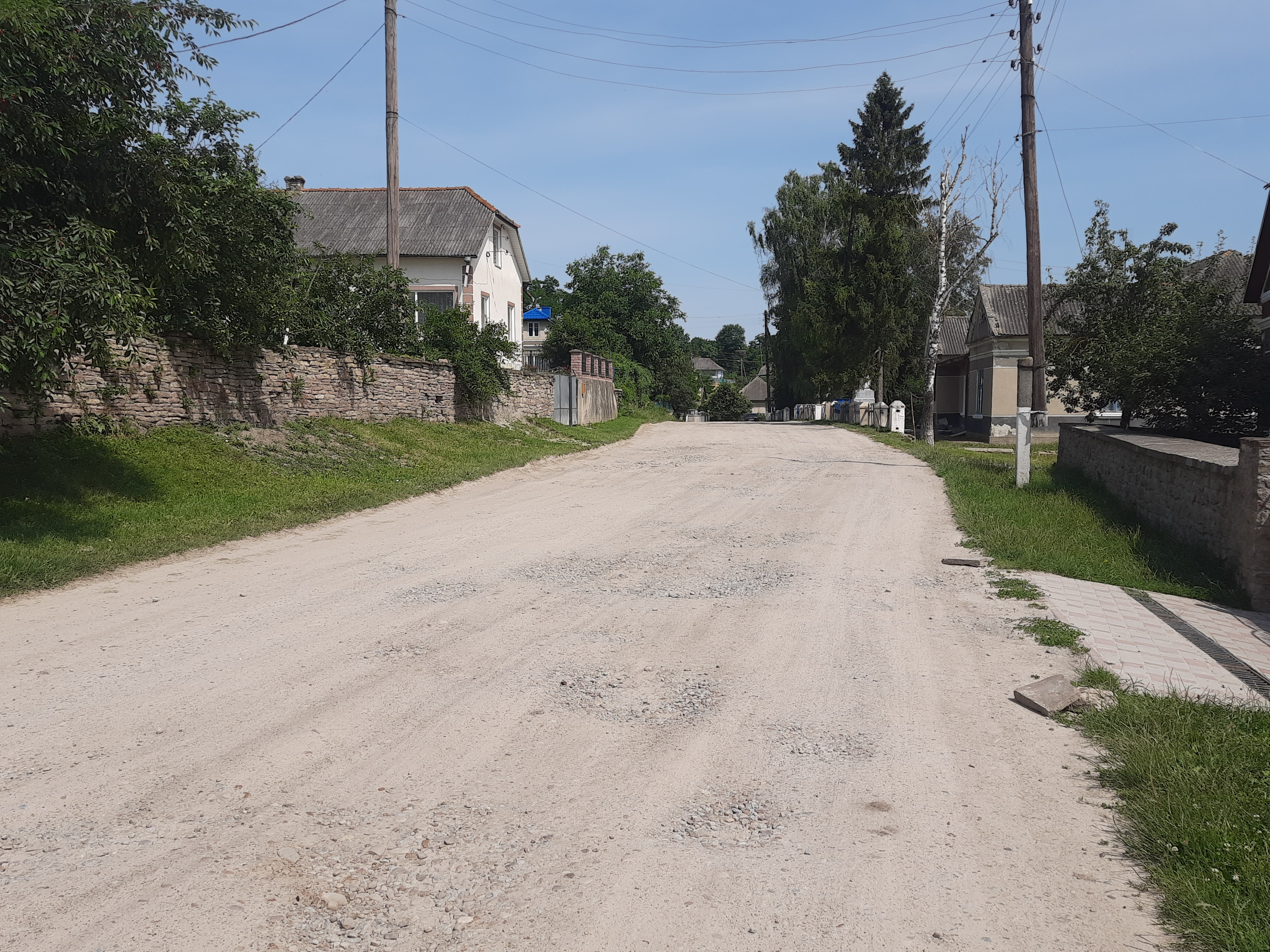
Сільська вулиця